# The Best of the Wailers
The Best of the Wailers — четвертий студійний альбом ямайського реґі-гурта The Wailers, випущений у серпні 1971 року. Незважаючи на назву, це не альбом-збірка. 
Альбом записали у травні 1970 року (до початку співпраці гурта з Лі «Скретч» Перрі), проте випустили лише в серпні 1971 року. Продюсер альбому — Леслі Конг; помер від серцевого нападу у віці 37 років, через тиждень після виходу альбому.

## Список композицій

### Оригінальний альбом (1971)
Автор музики і слів Боб Марлі, якщо не зазначено іншого. 
| Сторона «А» | Сторона «А»                  | Сторона «А» | Сторона «А» |
| #           | Назва                        | Автор(и)    | Тривалість  |
| ----------- | ---------------------------- | ----------- | ----------- |
| 1.          | «Soul Shakedown Party»       |             | 3:09        |
| 2.          | «Stop the Train»             | Пітер Тош   | 2:20        |
| 3.          | «Caution»                    |             | 2:43        |
| 4.          | «Soul Captives»              |             | 2:03        |
| 5.          | «Go Tell It on the Mountain» | народна     | 3:15        |

| Сторона «Б» | Сторона «Б»     | Сторона «Б» | Сторона «Б» |
| #           | Назва           | Автор(и)    | Тривалість  |
| ----------- | --------------- | ----------- | ----------- |
| 6.          | «Can't You See» | Тош         | 2:42        |
| 7.          | «Soon Come»     | Тош         | 2:23        |
| 8.          | «Cheer Up»      |             | 2:03        |
| 9.          | «Back Out»      |             | 2:18        |
| 10.         | «Do It Twice»   |             | 2:48        |

### ВиданняThe Definitive Remastered(2004)
| Видання CD | Видання CD                      | Видання CD | Видання CD |
| #          | Назва                           | Автор(и)   | Тривалість |
| ---------- | ------------------------------- | ---------- | ---------- |
| 1.         | «Soul Shakedown Party»          |            | 3:09       |
| 2.         | «Stop the Train»                | Пітер Тош  | 2:20       |
| 3.         | «Caution»                       |            | 2:43       |
| 4.         | «Soul Captives»                 |            | 2:03       |
| 5.         | «Go Tell It on the Mountain»    | народна    | 3:15       |
| 6.         | «Can't You See»                 | Тош        | 2:42       |
| 7.         | «Soon Come»                     | Тош        | 2:23       |
| 8.         | «Cheer Up»                      |            | 2:03       |
| 9.         | «Back Out»                      |            | 2:18       |
| 10.        | «Do It Twice»                   |            | 2:48       |
| 11.        | «Soon Come» (версія)            | Тош        | 2:25       |
| 12.        | «Soul Shakedown Party» (версія) |            | 3:05       |

## Учасники запису

### The Wailers
- Боб Марлі – вокал
- Пітер Тош – вокал, мелодика
- Банні Лівінгстон – вокал

### Інші музиканти
Beverley's All Stars
- Гладстон Андерсон[en] — фортепіано
- Вінстон Райт[en] — орган
- Пол Дуглас[en] — ударні
- Джекі Джексон[en] — бас
- Ллойд Паркс[en] — бас
- Лінфорд «Хакс» Браун[en] — гітара
- Редкліфф «Рад» Браян – гітара
- Лінн Тейтт[en] — гітара

Виробництво
- Леслі Конг[en] — продюсер
- Уорік Лін — продюсер